# Výronas
Výronas är en kommunhuvudort i Grekland.   Den ligger i prefekturen Nomarchía Athínas och regionen Attika, i den sydöstra delen av landet, i huvudstaden Aten. Výronas ligger 129 meter över havet och antalet invånare är 61 308.
Terrängen runt Výronas är kuperad åt sydost, men åt nordväst är den platt. Terrängen runt Výronas sluttar västerut.Runt Výronas är det tätbefolkat, med 257 invånare per kvadratkilometer. Närmaste större samhälle är Aten, 3,8 km nordväst om Výronas. 